# محمد مشحن الحردان
الشيخ محمد بيك بن مشحن الحردان العبد الحميد العيثة الذيابي كان شيخ مشايخ الدليم، كما كان محاميا وسياسيا عراقيا، قومي الإتجاه شغل مناصب نيابية ووزارية خلال العهد الملكي في العراق.
حارب جده حردان عبد الحميد الإنجليز عن احتلالهم العراق، فنفي إلى الهند، وتوفي بعد العودة إلى العراق، فخلفه مشحن الحردان. وكان الشيخ مشحن الحردان أحد اثنين يفوزان بالتزكية عن لواء الدليم بالمجلس النيابي، والثاني هو عبد الرزاق علي سليمان، ولما كبر الشيخ مشحن الحردان خلفه ولده محمد في المجلس النيابي.
شغل منصب وزير الاقتصاد في وزارة عبد الوهاب مرجان ثم وزير الزراعة في وزارة نوري السعيد الرابعة عشر.
كان على تواصل مع عبد الرزاق النايف لغرض الانقلاب على عبد الرحمن عارف، لكنه لما حكم البعثيون العراق، هاجر وتوفي في لندن عام 1996.